# Janusz Nast
Janusz Nast (ur. 30 kwietnia 1908 w Warszawie, zm. 8 stycznia 1991 tamże) – polski zoolog, entomolog.

## Życiorys
Urodził się w 30 kwietnia 1908 Warszawie, po ukończeniu szkoły średniej w 1927 podjął studia na Uniwersytecie Warszawskim. Studiował zoologię, wśród jego nauczycieli byli prof. Konstanty Janicki, Wincenty Wiśniewski i Wacław Roszkowski.
W 1928 rozpoczął pracę w Państwowym Muzeum Zoologicznym, był w składzie osobowym Muzeum Zoologicznego w latach wojny 1939-1945 i po zakończeniu wojny pracował tam nadal. W 1946 został mianowany kustoszem, w 1950 uzyskał doktorat i w 1954 został mianowany profesorem nadzwyczajnym. W 1959 został powołany na p.o. dyrektora i w następnym roku został dyrektorem Instytutu Zoologii PAN. Stanowisko to piastował do 1975.

## Życie prywatne
Żonaty był z Zofią Szepelską, mieszkali w Ożarowie Mazowieckim i razem pracowali w Instytucie. Zmarł bezpotomnie 8 stycznia 1991 w Warszawie i pochowany został na cmentarzu ewangelicko-augsburskim na Woli (aleja 20, grób 25).